# Ctenochira antennata
Ctenochira antennata är en stekelart som beskrevs av Dmitriy R. Kasparyan 1999. Ctenochira antennata ingår i släktet Ctenochira och familjen brokparasitsteklar. Inga underarter finns listade i Catalogue of Life.